# Baron Herschell
Baronowie Herschell 1. kreacji (parostwo Zjednoczonego Królestwa)
- 1886–1899: Farrer Herschell, 1. baron Herschell
- 1899–1929: Richard Farrer Herschell, 2. baron Herschell
- 1929 -: Rognvald Richard Farrer Herschell, 3. baron Herschell